# گمینا ووکوویتسا
گمینا ووکوویتسا (به لهستانی:  Gmina Łukowica) یک گمینا در لهستان است که در شهرستان لیمانووا واقع شده‌است. گمینا ووکوویتسا ۶۹٫۷۱ کیلومتر مربع مساحت و ۹٬۲۸۵ نفر جمعیت دارد.